# Беркут (хоккейный клуб, Киев)
Хоккейный клуб «Беркут» (укр. Беркут) — хоккейный клуб из Киева, Украина. Основан в 2004 году. Выступает в чемпионате Профессиональной хоккейной лиги. Бронзовый призёр чемпионата Украины в сезоне 2011/2012.
Домашние игры проводит в Ледовой арене ТРЦ «Терминал» (г. Бровары), центральные матчи — во Дворце спорта (Киев) (6850). Официальные цвета:красный, белый и синий.

## История
В сентябре 2011 года «Беркут» принял участие в харьковском предсезонном хоккейном Кубке. Команда сумела обыграть всех соперников и стать победителем соревнований. В сезоне 2012/2013 ХК «Беркут» участвовал в чемпионате Профессиональной хоккейной лиги.
С ноября 2012 года всем сотрудникам ХК «Беркут» не выплачивалась заработная плата. По сути, финисирование клуба было полностью прекращено. Хоккеисты и обслуживающий персонал, надеясь на обещания руководства, продолжали выполнять свою работу. Расчет ежемесячно получал только главный тренер.
22 февраля 2013 года за неуплату членского взноса в размере 120 000 гривен ХК «Беркут» был исключен из плей-офф чемпионата ПХЛ, несмотря на лидирующую позицию в регулярном первенстве.
Руководство до середины лета 2013 года продолжало заявлять, что все долги по зарплате будут погашены, после чего клуб прекратил своё существование, так и не рассчитавшись с игроками и сотрудниками.

## Достижения
- Обладатель Кубка Губернатора (2011 год)
- Бронзовый призёр чемпионата Украины (2012 год)

## Статистика
Главные тренеры:
- Дмитрий Марковский, 2011—2012
- Милош Голан, 2012—2013[1]

Капитаны:
- Роман Малов, 2011—2012
- Сергей Климентьев, 2012—2013[2]

## Одноимённые клубы
«Беркут» стал уже четвертым киевским хоккейным клубом с подобным или схожим названием.
Первый из них представлял Киев на 5-м розыгрыше чемпионата Украины сезона 1996/1997. По ходу сезона команда выступала под названием «Беркут-ПВО», а завершила его под названием «Иварс». В единственном игровом сезоне команда заняла последнее место, потерпев 12 поражений с общей разницей шайб 24-115.
Хоккейный клуб, существовавший с 1997 по 2002 годы, выступал под названиями «Беркут-ПВО» и «Беркут-Киев». Дважды становился чемпионом ВЕХЛ (сезоны 1999/2000 и 2000/2001), был обладателем Кубка ВЕХЛ (2001), дважды выигрывал чемпионат Украины (сезоны 1999/2000 и 2000/2001).
В 2004 году в Броварах была создана команда с похожим названием — ХК «Беркут», не связанная с предшественниками. В сезоне 2009/2010 клуб представлял Киев, а в следующем сезоне (ставшем для него последним) назывался «Подол». Клуб — трёхкратный серебряный призер чемпионата Украины (сезоны 2005/2006, 2006/2007 и 2009/2010).